# Anna Watkins
Pour les articles homonymes, voir Watkins.
Anna Watkins, née Bebington, le 13 février 1983 à Leek, est une rameuse anglaise.

## Palmarès

### Jeux olympiques
- 2012 à Londres,  Royaume-Uni
  -  Médaille d'or en deux de couple
- 2008 à Pékin,  Chine
  -  Médaille de bronze en deux de couple

### Championnats du monde
- 2011 à Bled,  Slovénie
  -  Médaille d'or en deux de couple
- 2010 à Hamilton,  Nouvelle-Zélande
  -  Médaille d'or en deux de couple
- 2009 à Poznań,  Pologne
  -  Médaille d'argent en deux de couple
- 2007 à Munich,  Allemagne
  -  Médaille de bronze en deux de couple